# Wyspy Obi
Wyspy Obi (indonez. Kepulauan Obi) – archipelag w Indonezji na morzu Seram; wchodzi w skład prowincji Moluki Północne; oddzielone cieśniną Obi od wysp Bacan i Halmahery.
Główne wyspy: Obi, Bisa, Obilatu, Tubalai; powierzchnia górzysta (do 1611 m n.p.m.), porośnięta lasem równikowym; duża aktywność sejsmiczna.
Uprawa palmy kokosowej; eksploatacja lasów; rybołówstwo; wydobycie rud niklu.